# Pronghorn
Pronghorn – jednostka osadnicza w Stanach Zjednoczonych, w stanie Oregon, w hrabstwie Deschutes.